# Giovanni Battista Belzoni
|  | Aquest article tracta sobre l'egiptòleg. Vegeu-ne altres significats a «Belzoni (Mississipi)». |

Giovanni Battista Belzoni (Pàdua, 1778-1823) va ser un egiptòleg del segle xix. De caràcter aventurer, és un il·lustre i singular personatge de la incipient egiptologia del segle xix. Molt discutit i criticat pels seus mètodes rudimentaris i fins-i-tot brutals, va ser el responsable d'aconseguir per al Museu Britànic algunes de les peces egípcies més destacades i d'alguns descobriments de renom, com la tomba del faraó Seti I.

## Biografia
En 1803 va viatjar a Anglaterra, on es va casar amb Sarah Banne (o Bane), d'origen anglès o irlandès. Per a subsistir, realitza exhibicions de força i agilitat com home forçut, actuant en els carrers de Londres, petites fires i circs –amidava uns dos metres d'altura i era de forta complexió.
En 1812 va deixar Anglaterra i, després de viatjar a l'Estat Espanyol i Portugal, va arribar a Egipte en 1815. Havia estudiat rudiments d'enginyeria i va idear una roda hidràulica que, segons els seus càlculs, era quatre vegades més eficient que les contemporànies. Va exposar el seu invent a Egipte, instal·lant-lo en el palau de Mehmet Ali. La demostració va ser un fracàs total.
En Egipte va conèixer al cònsol general britànic, Henry Salt, i s'aventurà a transportar un gran bust de pedra de Ramsès II, des del Ramesseum a Alexandria, per al seu embarcament amb destinació a Londres; àdhuc s'exhibeix al Museu Britànic. Observant el lucratiu negoci que suposava l'obtenció d'antiguitats decideix dedicar-se a això. Era una activitat sense escrúpols, imperant en l'època la llei del més fort.
Belzoni va visitar i va explorar els temples de Edfú, Elefantina i File, va buidar de sorra l¡entrada al temple gran d'Abu Simbel en 1817, va descobrir i va espoliar nombroses tombes en la Vall dels Reis, com les d'Ay, Ramsès I i Seti I (KV17).
Va aconseguir entrar en la piràmide de Kefren, però solament va trobar uns ossos de vaca, restes de menjar dels saquejadors, i una inscripció en àrab: "El mestre Mohammed Ahmed, lapicida, ho va obrir; i el mestre Othman va estar present en l'obertura i el rei Alij Mohammed va estar present des del principi i quan es va tornar a tancar". Belzoni va deixar escrit, amb grans lletres: "Scoperta da G. Belzoni 2 mar. 1818".
Belzoni va tornar a Anglaterra en 1819, publicant a l'any següent un llibre de viatges relatant les seves aventures a Egipte, titulat Narrative of the Operations and Recent Discoveries within the Pyramids, Temples, Tombs and Excavations in Egypt and Nubia, &c. Belzoni també va exhibir durant 1820-1821 còpies de la tomba de Seti I. L'exposició es va celebrar en el Saló d'Egipte "Egyptian Hall", en Piccadilly, Londres. En 1822 les va mostrar a París.
En 1823 Belzoni es va establir a Àfrica occidental, i va morir de disenteria en el llogaret de Gwato, a Nigèria, el 3 de desembre de 1823. En 1825 la seva vídua va exhibir a París i Londres els seus dibuixos i maquetes de les tombes reals de Tebes. Quatre anys més tard, en 1829, va publicar els seus dibuixos.

## En la cultura popular
L'actor i presentador anglès Matthew Kelly va fer el paper de Belzoni al docudrama de la BBC Egipte, sèrie de sis capítols agrupats per parelles, cada parella dedicada a un explorador Jean-François Champollion (desxiframent dels jeroglífics), Howard Carter (tomba de Tuthankamon) i Belzoni (capítols 3 i 4, "El faraó i el showman" i "El temple sota la sorra"). La sèrie va ser emesa per primera vegada el 2005.